# Hohe Acht
Hohe Acht este un munte cu altitudinea de 742 m deasupra n.m., situat în regiunea Hocheifel. El este cel mai înalt munte din masivul Eifel, fiind așezat la granița dintre districtele  Ahrweiler și Mayen-Koblenz din landul Rheinland-Pfalz, Germania.

## Geografie
Muntele se află lângă Adenau, din punct de vedere geologic cupola de bazalt, datează din perioada vulcanică terțiară a devonianului inferior.

## Turnul împăratului Wilhelm
Intre anii 1908 / 1909 a fost clădit „Turnul împăratului Wilhelm” de unde se poate vedea panorama regiunii până la Westerwald, Hunsrück și Niederrhein. Turnul a fost clădit după planul arhitectului Freiherr von Tettau, din Berlin cu ocazia aniversării a 25 de ani de căsnicie a împăratului Wilhelm II și în amitirea lui Wilhelm I. Turnul are înălțimea de 16,30 m fiind folosit ca piatră de construcție roca vulcanică din Adenau și a costat suma de 18.000 de mărci, azi construcția este declarat monument național.

## Turism
Regiunea este vizitată de turiștii iubitori de drumeție sau de motocicliști și iarna de cei care practică sporturile de iarnă.